# Škoda 645
Škoda 645 byl osobní automobil vyráběný automobilkou Škoda. Vyráběl se od roku 1929.
Motor byl vodou chlazený řadový šestiválec SV o objemu 2492 cm³, měl výkon 33 kW (45 koní). Maximální rychlost byla 90 km/h. Vůz vážil 920 – 1250 kg a spotřeboval 14 l na 100 km.
Výroba byla ukončena v roce 1934, vyrobilo se celkem 758 kusů.